# 20355 Saraclark
A 20355 Saraclark (ideiglenes jelöléssel 1998 HD146) a Naprendszer kisbolygóövében található aszteroida. A LINEAR projekt keretében fedezték fel 1998. április 21-én.